# Diego Javier Llorente Ríos
Diego Javier Llorente Ríos (Madrid, 16 d'agost de 1993) és un futbolista professional madrileny, que juga com a defensa central al Reial Betis. És internacional amb la selecció espanyola.

## Carrera esportiva
Llorente va ingressar al planter del Reial Madrid CF el juliol de 2002, un mes després de fer nou anys. Va debutar com a sènior la temporada 2012–13, en un partit amb el Reial Madrid C que acabà en empat 1–1 a fora contra el Caudal Deportivo.
El 24 de març de 2013 Llorente va jugar el seu primer partit amb el Reial Madrid Castella, entrant com a suplent pel lesionat Iván González en una victòria per 4–0 a casa contra el Córdoba CF. L'11 de maig, va ser convocat amb el primer equip, i restà a la banqueta, en un partit de La Liga contra el RCD Espanyol, i finalment va debutar a la competició l'1 de juny, substituint Álvaro Arbeloa al temps de descompte en un partit de la temporada 2012-13, a casa contra el CA Osasuna.
El 14 de juliol de 2015 Llorente va ser cedit al Rayo Vallecano, per la temporada 2015-16. Va marcar el seu primer gol a la màxima categoria el 4 de gener de 2016, el primer d'un empat 2–2 a casa contra la Reial Societat, i fou titular indiscutible, tot i que l'equip finalment va descendir, en acabar tercer per la cua a la classificació.
El 8 de juliol de 2016, Llorente fou cedit al Màlaga CF també de la primera divisió. El següent 26 de juny, va signar contracte per cinc anys amb la Reial Societat. En el seu debut en lliga, el 10 de setembre, va contribuir amb un gol a una victòria per 4–2 a fora contra el Deportivo de La Coruña després de substituir Iñigo Martínez cap a la meitat de la segona part; quatre dies després, en la seva primera aparició en competició europea, va marcar un doblet en una victòria per 4–0 a casa contra el Rosenborg BK a la fase de grups de la Lliga Europa de la UEFA.

### Leeds United
El Leeds United FC va anunciar el fitxatge de Llorente per quatre anys, el 24 de setembre de 2020, a canvi de 18 milions de lliures. El 5 de desembre de 2020, Llorente va debutar amb el Leeds entrant com a suplent del lesionat Robin Koch en una derrota per 3–1 en lliga, a fora, contra el Chelsea FC.

## Internacional
El maig de 2016, Llorente fou convocat per la selecció espanyola de futbol per l'entrenador Vicente del Bosque per jugar un amistós contra Bòsnia i Hercegovina. Va debutar-hi més tard aquell més, substituint Cesc Fàbregas en una victòria per 3–1 a Suïssa.